# Trail of the Pink Panther
Trail Of The Pink Panther (br: A Trilha da Pantera Cor-de-Rosa) é o sexto filme da saga da pantera cor-de-rosa do Blake Edwards, lançado em  1982. Realizado por Blake Edwards, com Peter Sellers, David Niven, Herbert Lom, Joanna Lumley, Capucine, Robert Loggia e Burk Kwouk como Cato. O filme foi a primeira produção realizada após a morte de Peter Sellers, o antigo astro da série. Para isso, foram usadas fotomontagens e antigas cenas de Sellers como o Inspetor Clouseau.

## Sinopse
A pantera cor-de-rosa foi recentemente roubada, e como já era de esperar, o inspector Clouseau fica encarregue do caso. Depois de algumas gargalhadas, ataques de nervos da parte de Dreyfus e de algumas indecisões e suspeitas, Clouseau, parte num avião para Índia onde foi roubada a jóia. Mas, entretanto, esse mesmo avião desapareceu e ninguém sabe para onde foi. Uma alegria para Dreyfus, mas um novo caso para resolver. Entretanto, aparece uma nova personagem, a repórter Javet, que faz uma reportagem em homenagem ao inspector, entrevistando todas as personagens mais conhecidas que interagiram com Clouseau. Isto não agrada a Dreyfus, mas, quem não gosta mesmo desta ideia é Bruno, o padrinho da máfia francesa que já tinha problemas com o detective e tinha receio de que esta investigação venha a solucionar o caso. Enquanto isso, durante as entrevistas da repórter, os convidados relembram as memórias mais importantes passadas com a personagem. O fim é deixado em aberto para o próximo filme (Curse Of The Pink Panther – A Maldição Da Pantera Cor-de-rosa).